# Uppdrag i Korea
Uppdrag i Korea är en svensk svartvit film från 1951 i regi av Gunnar Höglund. Filmen porträtterar Koreakriget, som vid tidpunkten för filmens tillkomst pågick. I rollerna ses bland andra Tord Andersén, Elsa-Kristina Larsson och Carl-Erik Groth.

## Om filmen
Filmen spelades in mellan oktober 1950 och januari 1951 i Bangkok i Thailand, Tokyo i Japan, Seoul och Pusan i Sydkorea samt Pyongyang och Yalufloden i Nordkorea. Fotograf var Gunnar Westfelt och manusförfattare Höglund. Filmen klipptes ihop av Höglund och Håkan Bergström och premiärvisades 23 april 1951 på biograf Palladium i Stockholm. Den är 83 minuter lång och tillåten från 15 år.

## Handling
Erik Rensell, journalist på en Stockholmstidning får uppdraget att skildra utvecklingen av Koreakriget på plats. Han blir starkt känslomässigt påverkad av krigets brutalitet. Vid en utflykt tillsammans med en flicka han fattat tycke för (Kristina) träffas han av en kula i axeln och blir inlagd på sjukhus. I Sverige blir han hyllad som en hjälte och han vet att när han lämnar sjukhuset så kommer Kristina att vänta på honom.

## Rollista
- Tord Andersén – Erik Rensell, journalist
- Elsa-Kristina Larsson – Kristina, sjuksköterska
- Carl-Erik Groth – generalfältläkare, chef för Röda Korsets fältsjukhus
- Gunnar Nyby – överläkare
- Anders Karlén	– läkare
- Gerhard Rundberg – läkare
- Karl Grunewald – läkare
- Ingrid Jarnald – sjuksköterska
- Birgit Nordström – sjuksköterska
- Carl-Adam Nycop – chefredaktör på tidningen Expressen
- Douglas MacArthur	– amerikansk general, överbefälhavare över FN-styrkorna
- Harry S. Truman – amerikansk president
- Tage Erlander – svensk statsminister
- Michael Davidson – ej identifierad roll

### Fotnoter
1. 1 2 3  ”Uppdrag i Korea”. Svensk Filmdatabas. http://sfi.se/sv/svensk-filmdatabas/Item/?itemid=4327&type=MOVIE&iv=Basic&ref=/templates/SwedishFilmSearchResult.aspx?id%3d1225%26epslanguage%3dsv%26searchword%3dUppdrag+i+Korea%26type%3dMovieTitle%26match%3dBegin%26page%3d1%26prom%3dFalse. Läst 9 april 2013.